# The Secret Adventures of Jules Verne
The Secret Adventures of Jules Verne est une série télévisée anglo-canadienne steampunk en 22 épisodes de 60 minutes, créée par Gavin Scott et diffusée pour la première fois entre juin et décembre 2000 sur la chaîne de télévision canadienne CBC Television. La série s'inspire librement de la vie et de l'œuvre de l'écrivain français Jules Verne, en imaginant qu'il n'a pas simplement inventé les personnages et les histoires de ses romans, mais s'est inspiré pour les écrire de ses propres aventures extraordinaires. Les personnages principaux de la série, outre Jules Verne lui-même, sont Phileas Fogg, Rebecca Fogg et Passepartout, directement inspirés du roman Le Tour du monde en quatre-vingts jours.

## Synopsis
Jules Verne est un jeune écrivain qui a du mal à émerger. Il ignore que ses représentations visionnaires de l'avenir ont attiré l'attention de la Ligue des Ténèbres, un cartel du crime dirigé par le comte Gregory, un savant âgé de plusieurs siècles devenu un cyborg animé par une technologie à vapeur avancée. Un jour, Verne rencontre par hasard Rebecca Fogg, une espionne pour le compte du gouvernement britannique, ainsi que son cousin Phileas Fogg et leur valet Passepartout. Phileas Fogg est lui-même un ancien espion britannique qui s'est retiré du métier après la mort de son frère. Le gouvernement britannique a laissé Phileas Fogg prendre possession de L'Aurore, un luxueux ballon dirigeable qu'il met au service de sa cousine lors de ses missions. Passepartout, leur serviteur, est également un expert mécanicien. Ensemble, ils sont confrontés à des périls fantastiques et doivent en particulier déjouer les plans de la Ligue des Ténèbres.

## Distribution
- Phileas Fogg : Michael Praed
- Rebecca Fogg : Francesca Hunt
- Passepartout : Michel Courtemanche
- Jules Verne : Chris Demetral

## Épisodes
| Épisode | Titre                                   | Guest stars notables                            |
| ------- | --------------------------------------- | ----------------------------------------------- |
| 1.      | In the Beginning                        | David Warner et Rick Overton                    |
| 2.      | Queen Victoria and the Giant Mole       | Tracy Scoggins                                  |
| 3.      | Rockets of the Dead                     | Patrick Duffy                                   |
| 4.      | The Cardinal's Design                   | John Rhys-Davies et Rene Auberjonois            |
| 5.      | The Cardinal's Revenge                  | John Rhys-Davies et Rene Auberjonois            |
| 6.      | The Eyes of Lazarus                     | Michael Moriarty et Margot Kidder               |
| 7.      | Lord of Air and Darkness                | Sonia Vigneault et Rick Overton                 |
| 8.      | Southern Comfort                        | Larissa Laskin, Sonia Vigneault et Rick Overton |
| 9.      | Let There Be Light                      | Michael Yarmush                                 |
| 10.     | The Ballad of Steeley Joe               |                                                 |
| 11.     | The Black Glove of Melchizedek          | Kim Chan et Nigel Bennett                       |
| 12.     | Dust to Dust                            | Pascale Bussieres                               |
| 13.     | The Golem                               | Caroline Dhavernas                              |
| 14.     | Crusader in the Crypt                   |                                                 |
| 15.     | The Strange Death of Professor Marechal | Polly Draper                                    |
| 16.     | The Rocket's Red Glare                  | Rick Overton                                    |
| 17.     | Rocket to the Moon                      | R. H. Thomson                                   |
| 18.     | The Inquisitor                          | Mako                                            |
| 19.     | Royalty                                 | Geordie Johnson                                 |
| 20.     | Secret of the Realm                     | Rick Overton                                    |
| 21.     | The Victorian Candidate                 | Bill Paterson and Keir Cutler                   |
| 22.     | The Book of Knowledge                   | David Warner and Michael McManus                |